# Pfarrkirche St. Martin im Waldviertel

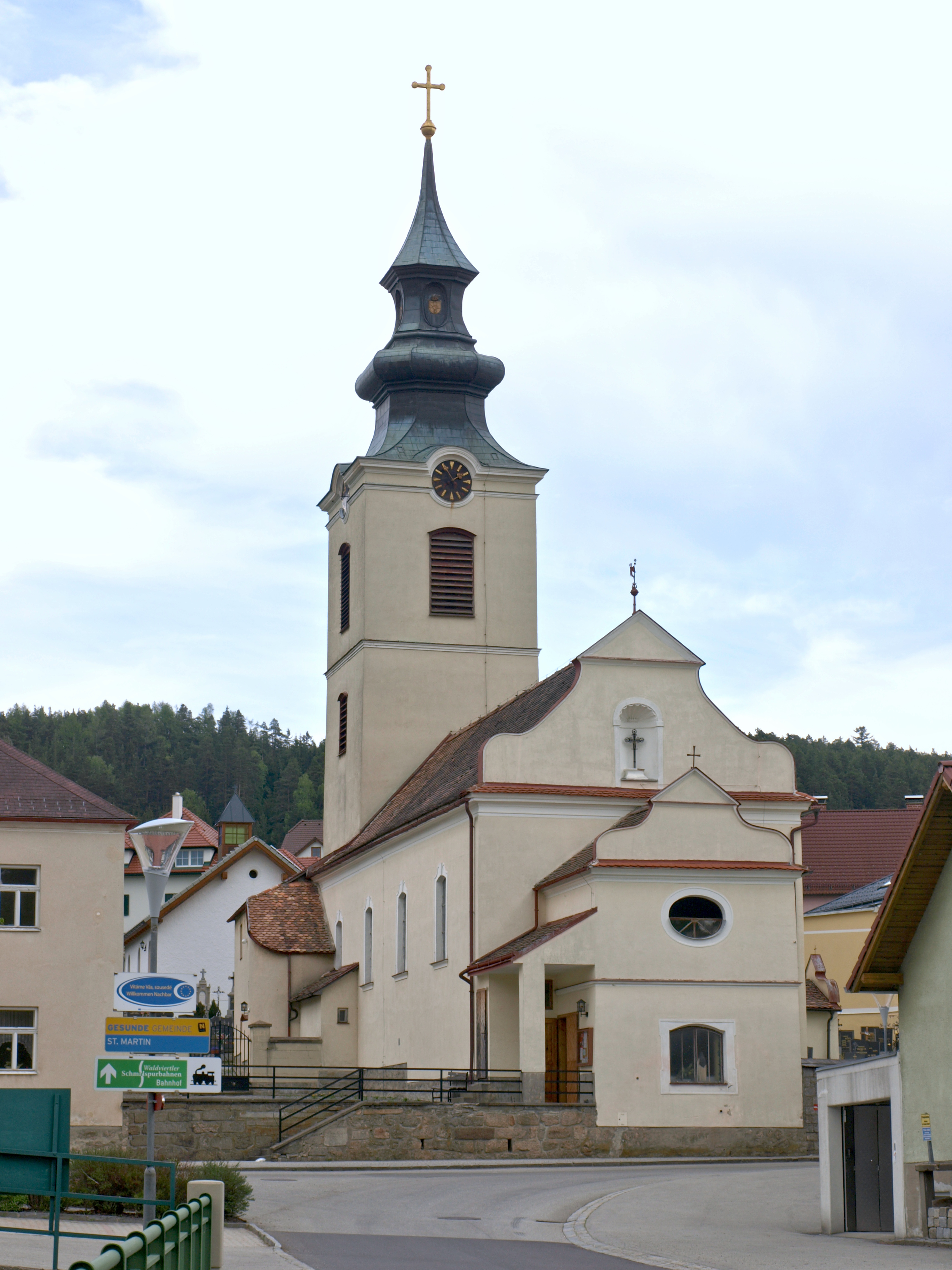
Pfarrkirche hl. Martin in St. Martin im Waldviertel

Die römisch-katholische Pfarrkirche St. Martin im Waldviertel steht im Ort St. Martin in der Marktgemeinde St. Martin in Niederösterreich. Die Pfarrkirche hl. Martin gehört zum Dekanat Gmünd in der Diözese St. Pölten. Die Kirche steht unter Denkmalschutz (Listeneintrag).

## Geschichte
Urkundlich wurde 1340 ein Vikariat genannt. Die einschiffige, ursprünglich romanische, Ostturmkirche wurde im zweiten Viertel des 18. Jahrhunderts barockisiert und nach Westen erweitert. 1889 wurde die Kirche renoviert. 1948 fand eine Restaurierung statt.

## Architektur
Die Kirche steht nördlich des Hauptplatzes an der Durchgangsstraße und ist von einem Friedhof umgeben. Der quadratische Chorturm – im Kern romanisch – hat vermauerte und östlich ein unvermauertes gekuppeltes Rundbogenfenster und ostseitig ein gotisches einbahniges Maßwerkfenster und südseitig ein barockes Flachbogenfenster und einen Zwiebelhelm aus dem Jahr 1858. Der nordseitige Sakristeianbau ist im Kern romanisch. Das schlichte Langhaus hat barocke Flachbogenfenster. Die barocke Fassade mit einem Schweifgiebel weist eine Figurennische mit barocken Portalvorbauten unter geschweiften Giebel in der Form der Fassade auf.
Das vierjochige Langhaus wird von einer barocken, gedrückten Stichkappentonne über Doppelgurten auf Kämpfergebälken und gekuppelten Pilastern überspannt. Die Orgelempore ist geschwungen. Der Triumphbogen ist rundbogig und eingezogen. Der quadratische Chor im Turmerdgeschoß hat ein Kreuzgratgewölbe.

## Ausstattung
Der spätbarocke Hochaltar mit einem marmorierten Holzaufbau mit gedrehten Säulen aus der Mitte des 18. Jahrhunderts und einem freistehenden Altartisch mit Tabernakel zeigt das Altarbild Mantelspende des hl. Martin des Malers Mich. Hertz (1753) und trägt im Auszug die Schnitzfigur Christus mit der Mantelspende und die Seitenfiguren Johannes Nepomuk und Franz Xaver.
Die Orgel baute Franz Jüstel 1840. Es gibt eine Glocke aus dem Jahr 1541.